# Эдлон, Памела
Па́мела Фио́нна Э́длон (англ. Pamela Fionna Adlon, урождённая Си́галл (англ. Segall); род. 9 июля 1966) — американская актриса, сценаристка, режиссёр и продюсер. Обладательница премии «Эмми» и номинантка на «Золотой глобус». Наибольшую известность ей принесло озвучивание Бобби Хилла в мультсериале «Царь горы» (1997—2010).

## Личная жизнь
С 1996 по 2010 год Адлон была замужем за режиссёром, сценаристом и продюсером Феликсом Адлоном. У бывших супругов три дочери: Гидеон Адлон (род. 30 марта 1997), Одесса Зион Сигалл Адлон (род. 17 июня 2000) и Валентайн «Рокет» Адлон (род. 11 февраля 2003), актрисы.

## Избранная фильмография
| Год          |    | Русское название                               | Оригинальное название           | Роль                                 |
| ------------ | -- | ---------------------------------------------- | ------------------------------- | ------------------------------------ |
| 1982         | ф  | Бриолин 2                                      | Grease 2                        | Долорес Ребчук                       |
| 1983—1984    | с  | —                                              | The Facts of Life               | Келли Аффинадо                       |
| 1986         | ф  | Нечто особенное!                               | Willy/Milly                     | Милли / Вилли Найсмен                |
| 1988         | с  | Умник                                          | Wiseguy                         | Таня Медли                           |
| 1989         | ф  | Скажи что-нибудь                               | Say Anything                    | Ребекка                              |
| 1990         | ф  | Врата 2: Нарушители                            | The Gate II: Trespassers        | Лиз                                  |
| 1990         | ф  | Приключения Форда Фэрлейна                     | The Adventures of Ford Fairlane | Кошечка                              |
| 1992         | мф | Долина папоротников: Последний тропический лес | FernGully: The Last Rainforest  | Фея                                  |
| 1996         | ф  | Сержант Билко                                  | Sgt. Bilko                      | сержант Ракел Барбелла               |
| 1997         | ф  | Тривиальное чтиво                              | Plump Fiction                   | Вэллори Кокс                         |
| 1997         | мф | Принцесса Мононоке                             | Princess Mononoke               | голоса разных персонажей             |
| 1997—2009    | с  | Царь горы                                      | King of the Hill                | Бобби Хилл                           |
| 2001         | мф | Ди: Жажда крови                                | Vampire Hunter D: Bloodlust     | Лейла                                |
| 2001         | мф | —                                              | Recess: School's Out            | Эшли Спинелли                        |
| 2001         | мф | —                                              | The Trumpet of the Swan         | Эй Джи Скиннер                       |
| 2003         | мф | Аниматрица                                     | The Animatrix                   | голоса разных персонажей             |
| 2003         | мф | Братец медвежонок                              | Brother Bear                    | голоса разных персонажей             |
| 2003         | с  | Клиент всегда мёртв                            | Six Feet Under                  | Натаниэль / Изабель / злая медсестра |
| 2007—2014    | с  | Калифорникейшн                                 | Californication                 | Марси Ранкл                          |
| 2008         | мф | Феи                                            | Tinker Bell                     | Видия                                |
| 2010—2011    | с  | Луи                                            | Louie                           | Памела                               |
| 2011         | с  | Могучая Би                                     | Mighty B!                       | Мёрдок                               |
| 2012         | с  | Громокошки                                     | ThunderCats                     | Пумайра                              |
| 2012         | с  | Родители                                       | Parenthood                      | Марлиз                               |
| 2014—2015    | с  | Луи                                            | Louie                           | Памела                               |
| 2016—2019    | с  | Теория Большого взрыва                         | The Big Bang Theory             | озвучивание Хэйли                    |
| 2016 — н. в. | с  | Всё к лучшему                                  | Better Things                   | Сэм Фокс                             |
| 2018         | ф  | Бамблби                                        | Bumblebee                       | Салли Уотсон                         |
| 2019         | мф | Королевские каникулы                           | Trouble                         | Роузи                                |
| 2020         | с  | Это мы                                         | This Is Us                      |                                      |
| 2020         | ф  | —                                              | Holler                          | Ронда                                |
| 2020         | ф  | Король Статен-Айленда                          | The King of Staten Island       |                                      |

## Награды и номинации
| Ассоциация                        | Год  | Категория                                                        | Работа        | Результат |
| --------------------------------- | ---- | ---------------------------------------------------------------- | ------------- | --------- |
| «Золотой глобус»                  | 2018 | Лучшая женская роль в телевизионном сериале — комедия или мюзикл | Всё к лучшему | Номинация |
| Прайм-тайм премия «Эмми»          | 2002 | Лучшее озвучивание                                               | Царь горы     | Победа    |
| Прайм-тайм премия «Эмми»          | 2013 | Лучший сценарий комедийного сериала                              | Луи           | Номинация |
| Прайм-тайм премия «Эмми»          | 2014 | Лучший комедийный сериал (как продюсер)                          | Луи           | Номинация |
| Прайм-тайм премия «Эмми»          | 2015 | Лучший комедийный сериал (как продюсер)                          | Луи           | Номинация |
| Прайм-тайм премия «Эмми»          | 2015 | Лучшая приглашённая актриса в комедийном телесериале             | Луи           | Номинация |
| Прайм-тайм премия «Эмми»          | 2017 | Лучшая женская роль в комедийном телесериале                     | Всё к лучшему | Номинация |
| Прайм-тайм премия «Эмми»          | 2018 | Лучшая женская роль в комедийном телесериале                     | Всё к лучшему | Номинация |
| «Спутник»                         | 2017 | Лучшая женская роль в телевизионном сериале — комедия или мюзикл | Всё к лучшему | Номинация |
| «Спутник»                         | 2020 | Лучшая женская роль в телевизионном сериале — комедия или мюзикл | Всё к лучшему | Номинация |
| Ассоциация телевизионных критиков | 2017 | Личные достижения в комедии                                      | Всё к лучшему | Номинация |
| Ассоциация телевизионных критиков | 2018 | Личные достижения в комедии                                      | Всё к лучшему | Номинация |
| Ассоциация телевизионных критиков | 2019 | Личные достижения в комедии                                      | Всё к лучшему | Номинация |
| Гильдия продюсеров США            | 2015 | Продюсирование комедийного сериала                               | Луи           | Номинация |
| Гильдия сценаристов США           | 2012 | Лучший сценарий в комедийном сериале                             | Луи           | Номинация |
| Гильдия сценаристов США           | 2013 | Лучший сценарий в комедийном сериале                             | Луи           | Победа    |
| Гильдия сценаристов США           | 2015 | Лучший сценарий в комедийном сериале                             | Луи           | Победа    |
| Гильдия сценаристов США           | 2017 | Лучший сценарий в дебютном сериале                               | Всё к лучшему | Номинация |